# Alviobeira
Alviobeira is een plaats (freguesia) in de Portugese gemeente Tomar en telt 635 inwoners (2001).